# Carl Gustaf Wrangel
Carl Gustaf Wrangel greve af Salmis (23. december 1613 i Uppsala – 5. juli 1676 i Spyker) var en svensk officer og statsmand. Han blev generalmajor 1638, rigsråd og feltmarskal 1646, generalguvernør i Pommern 1648 og rigsmarskal i 1664.
Han var søn af Herman Wrangel og gift med Anna Margareta von Haugwitz. 
Han overtog i 1646 kommandoen over de svenske tropper i Trediveårskrigen efter at Lennart Torstenson måtte trække sig fra posten på grund af sygdom. Han blev i 1648 afløst af kong Karl 10. Gustav af Sverige som feltherre i Tyskland.